# Szilasháza
Szilasháza (szlovákul Šrobárová; régebbi nevén Srobárfalva, Szilospuszta vagy Szilos) község Szlovákiában, a Nyitrai kerületben, a Komáromi járásban.

## Fekvése
Komáromtól 19 km-re északkeletre fekszik, a Bátorkeszi-dombság déli lábánál, 127 méteres tengerszint feletti magasságban. Áthalad rajta a Marcelházát (3,5 km) Madarral (2,5 km) és Bátorkeszivel (7,5 km) összekötő út.
Északkeletről Újpuszta és Madar, északnyugatról, délnyugatról és délről pedig Marcelháza községekkel határos.

## Elnevezése
Mint szlovák többségű községnek, Szilasházának a szlovák nyelvtörvény szerint nincs hivatalos magyar elnevezése. A szlovákiai magyar nyelvű sajtóban és a szomszéd falvak lakossága körében általában az eredetileg itt állt major után Szilos néven említik (például az idevezető út Marcelházán a Szilosi utca nevet viseli). A Szilasháza elnevezés az 1938-1945 közötti időszak hivatalos névadása, de napjainkban ritkán használják. A két világháború közötti Csehszlovákiában a község magyar nyelvű elnevezése Srobárfalva volt.

## Élővilága

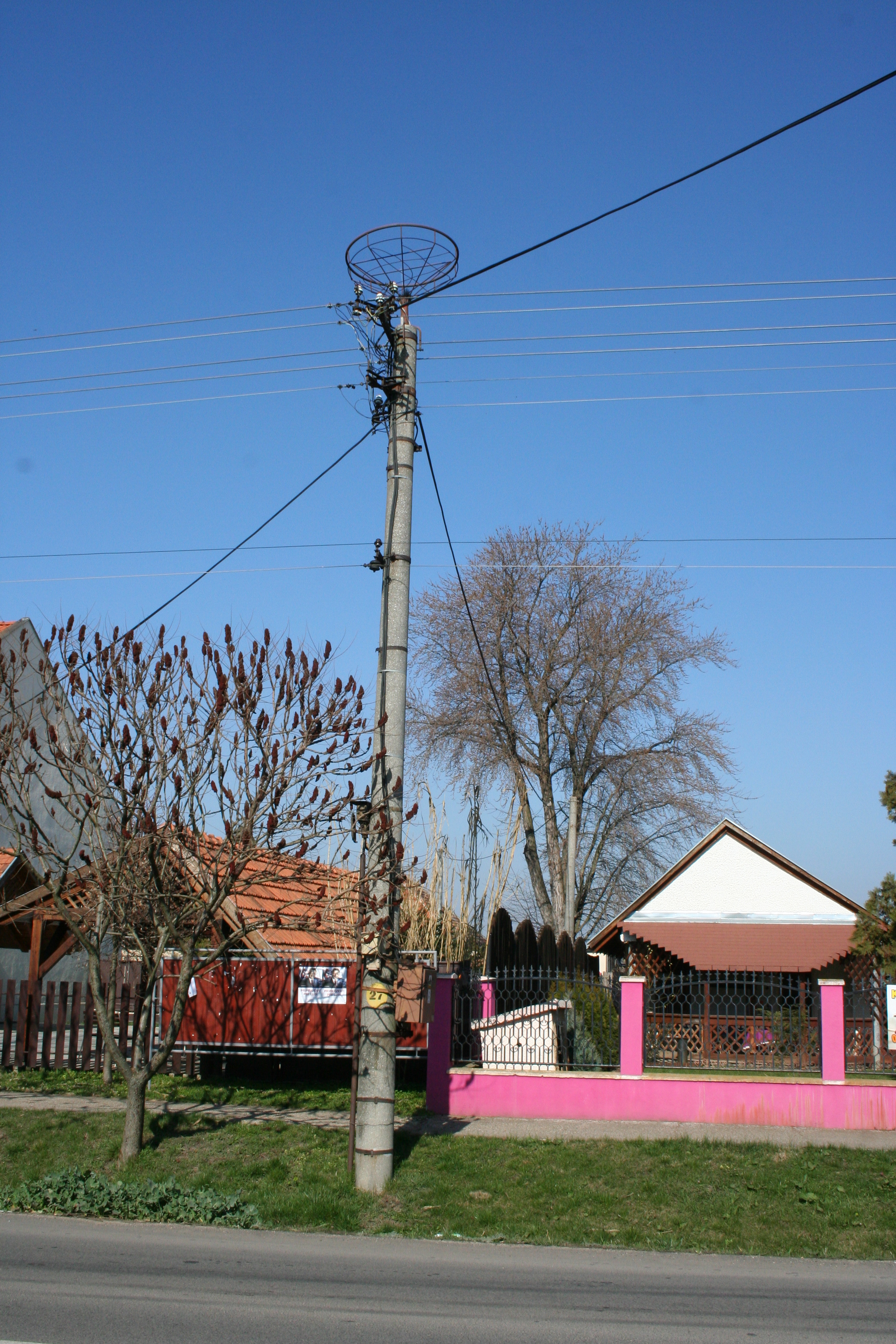

Szilasházán egykor fészkeltek gólyák, mára csak fészekalátét maradt a faluban.

## Története
A trianoni békeszerződésig területe Komárom vármegye Udvardi járásához tartozott. A kolóniát 1921-ben alapították a "földreform" során ideérkező szlovák telepesek, a Madar, Kurtakeszi és Marcelháza határában levő Szilos majorból. A terület korábban Pálffy Miklós és Baranyai Géza birtoka volt.
1921 szeptemberében érkezett az első 58 telepes család, többségük Szlovákia északi megyéiből, kevesebben Morvaországból. Az első telepesek a majorsági épületekben teleltek át, majd 1923-ra felépítették házaikat, ugyanezen év szeptemberében pedig a korábbi intézőházban a szlovák nyelvű iskola is megnyitotta kapuit.
Ezután 1024 hektárt hasítottak ki a szomszédos falvak kataszteréből és 86 telepes birtokot mértek ki, melyek közül hat 3 hektárnál is kisebb, a többi területe pedig 3-20 hektár között váltakozott. A telepes családok közül 75 szlovák, 1 cseh, 2 morva és 6 magyar volt (utóbbiak a korábbi birtok cselédségéhez tartoztak). 1925-ben már 82 háza állt, ekkor alakult meg a Szlovák Liga helyi szervezete. 1930-ban 581 személy élt a kolónián.
Szilasháza 1926-ban vált önálló községgé és Vavro Šrobár szlovák politikusról (az akkori Szlovákia teljhatalmú államminiszteréről) nevezték el. Szilasháza Dél-Szlovákia legjelentősebb kolóniájává és a Szlovák Liga, valamint a Matica Slovenská fontos bázisává vált.
1938-ban visszacsatolták Magyarországhoz, a kolonisták nagy része ekkor visszaköltözött eredeti lakóhelyére. A település ekkor kapta a Szilasháza nevet (egyike volt annak a két telepes községnek, melyek megtarthatták önállóságukat a magyar közigazgatásban is). Lakossága kicserélődött, 1941-ben lakosságának 91%-a magyar nemzetiségűnek vallotta magát.
1945-ben ismét Csehszlovákiához csatolták, ekkor visszaköltöztek a korábbi telepesek, akiknek leszármazottai azóta is a község lakosságának zömét alkotják.
1965 júliusában a község határában geofizikai és szeizmológiai figyelőállomást létesítettek. A 2000-es években felmerült a lehetőség szélerőművek létesítésére Madar és Szilasháza között, de a tervet természetvédelmi okok miatt felfüggesztették.

## Önkormányzat
A községi önkormányzat élén a polgármester (2008-ban Anna Šušoliaková), valamint a 7 tagú képviselőtestület áll.

## Népessége
| Év:            | 1994. | 2004.   | 2014.   | 2024.   |
| -------------- | ----- | ------- | ------- | ------- |
| Emberek száma: | 498   | 487     | 508     | 485     |
| Eltérés:       |       | -2,20 % | +4,31 % | -4,52 % |

| Év:            | 2023. | 2024.   |
| -------------- | ----- | ------- |
| Emberek száma: | 487   | 485     |
| Eltérés:       |       | -0,41 % |

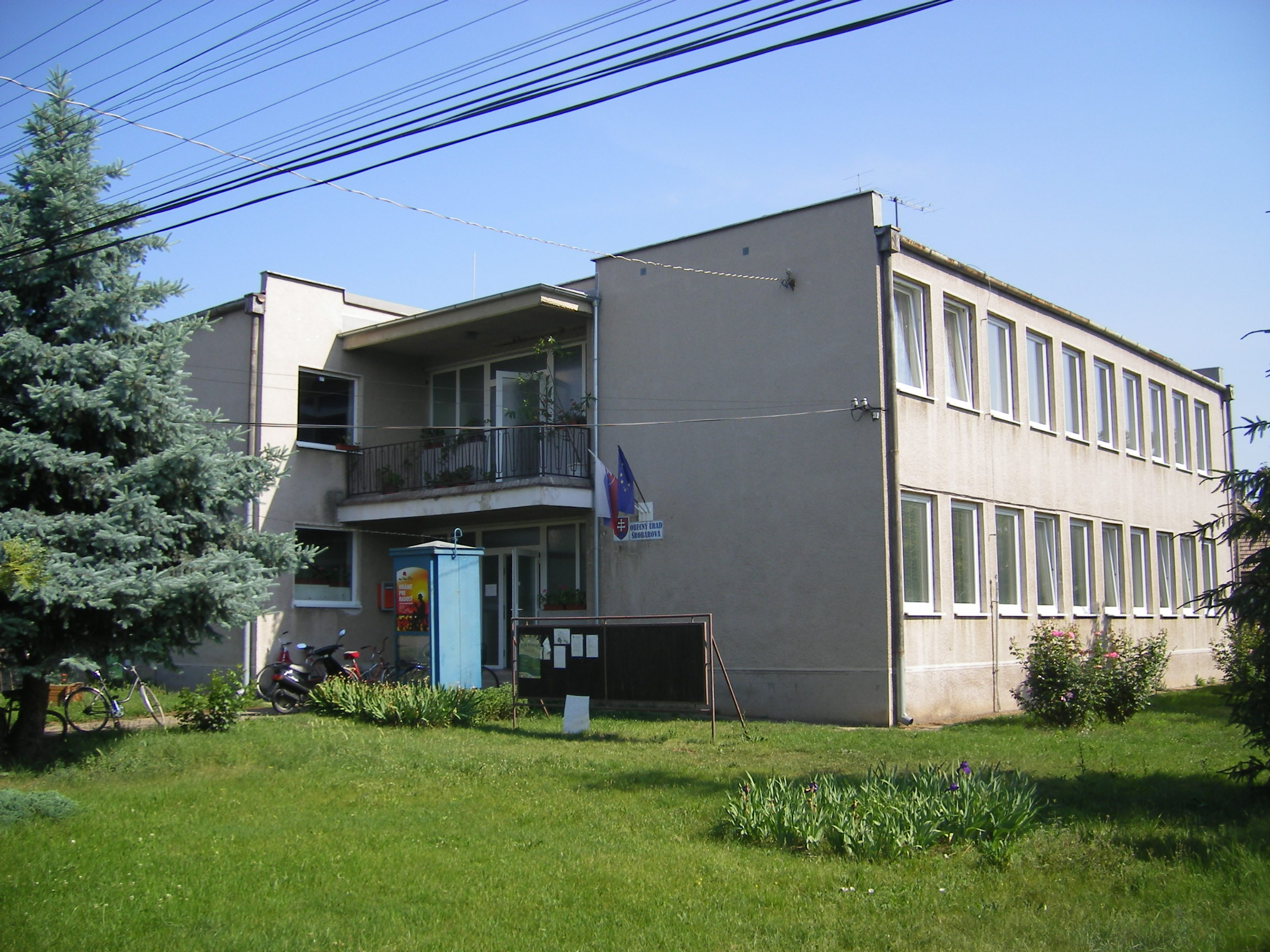
A községháza

1991-ben 536 lakosa volt, melynek 92,3%-a szlovák, 7,09%-a magyar nemzetiségű; ebből 86,1% katolikus, 7,2% evangélikus vallású. 174 házából 161-et laktak.
2001-ben 514 lakosa volt, melynek 95,7%-a (492) szlovák, 3,5%-a (18) magyar nemzetiségű;  ebből 87,9% katolikus, 3,1%-a evangélikus vallású. 182 házából ekkor 154 lakott.
2006-ban 477 lakosa volt, ebből 60 gyermek-, 104 nyugdíjas-, 313 pedig gazdaságilag aktív korú.
2011-ben 500-an lakták, ebből 466 szlovák és 20 magyar volt.
2021-ben 505 lakosából 462 (+6) szlovák, 19 (+7) magyar, 1 ruszin, 9 egyéb és 14 ismeretlen nemzetiségű volt.

## Nevezetességek
- A római katolikus Szűz Mária-templom 1929-ben épült, a plébánia 2000-ben. Mellette 2001-ben avatták fel a lourdes-i barlangot.
- A főút mellett álló keresztet 1937-ben emelték.
- A falu központjában levő parkban áll a kolonisták emlékműve 2001. szeptember 21. óta.
- II. világháborús emlékmű a községháza mellett.

## Képtár

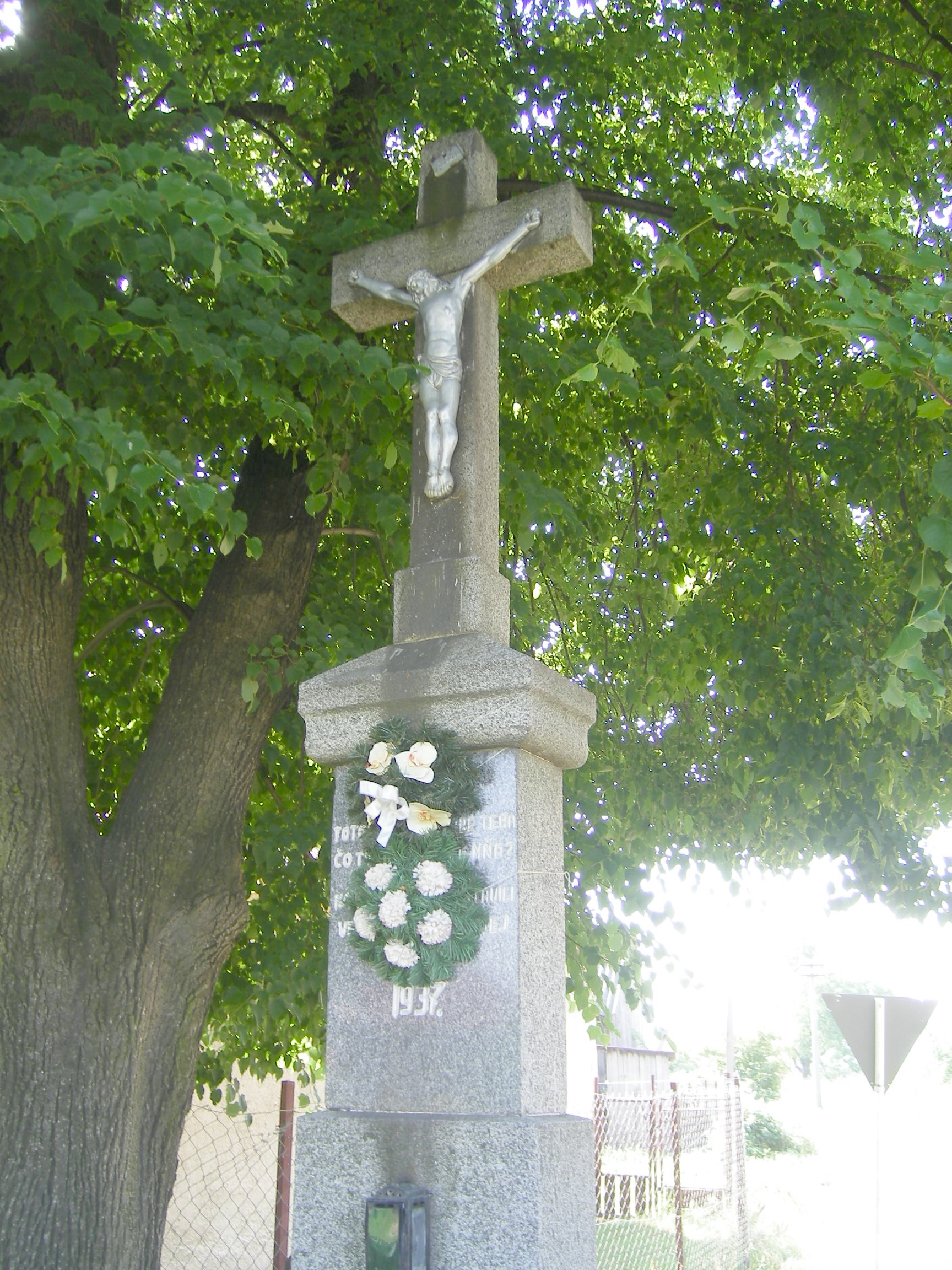
Útmenti kereszt
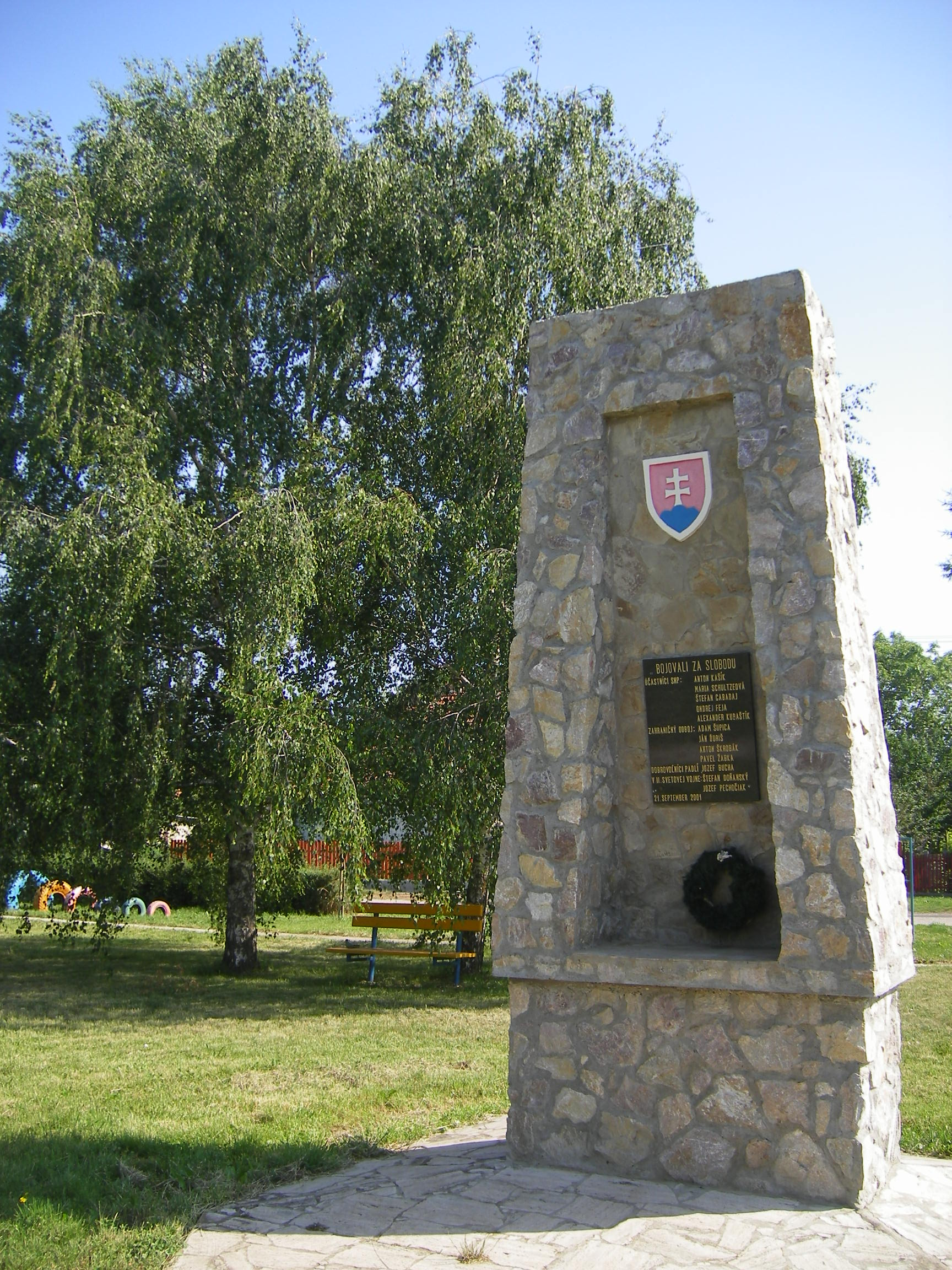
Második világháborús emlékmű
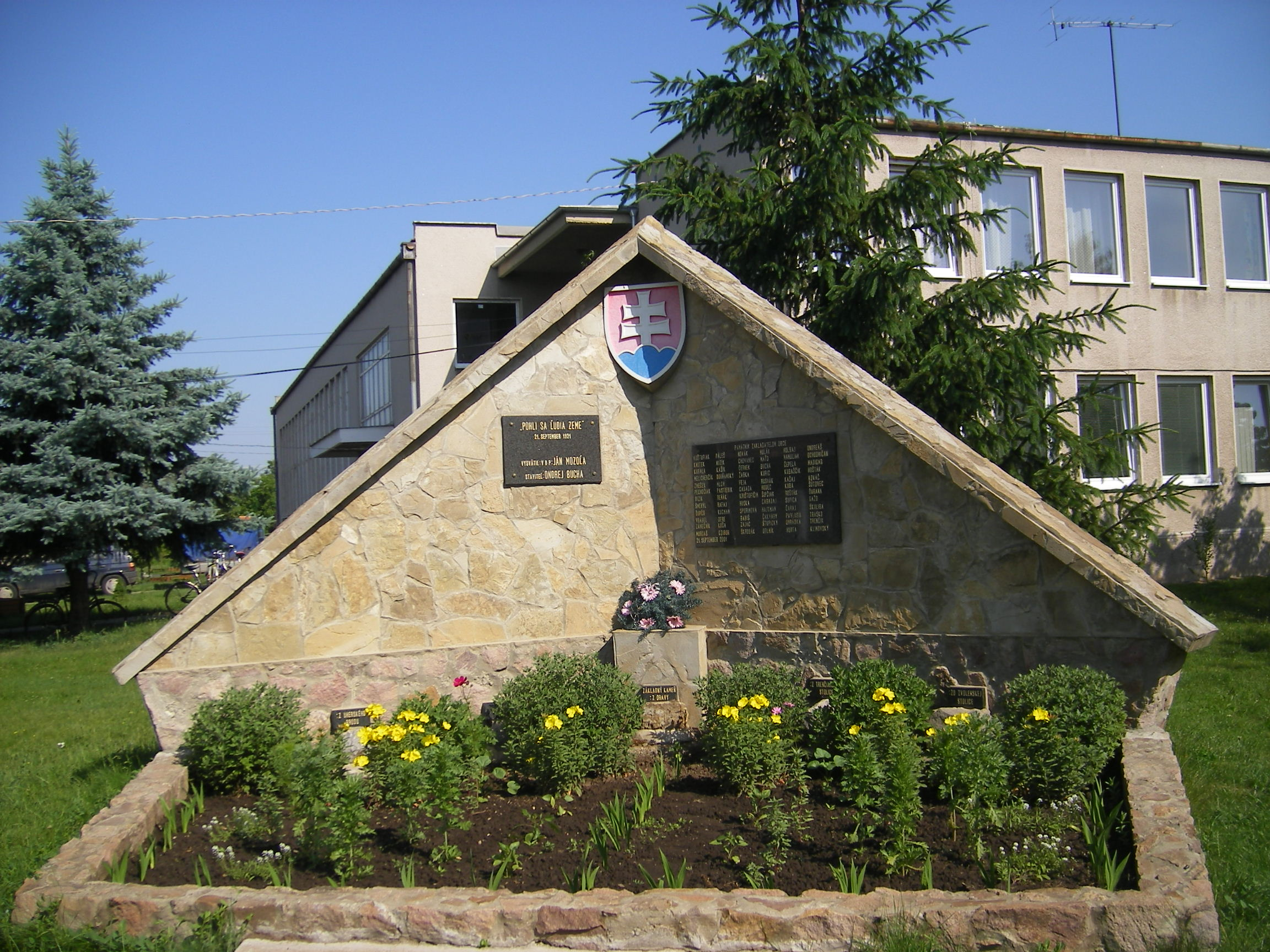
A kolonisták emlékműve
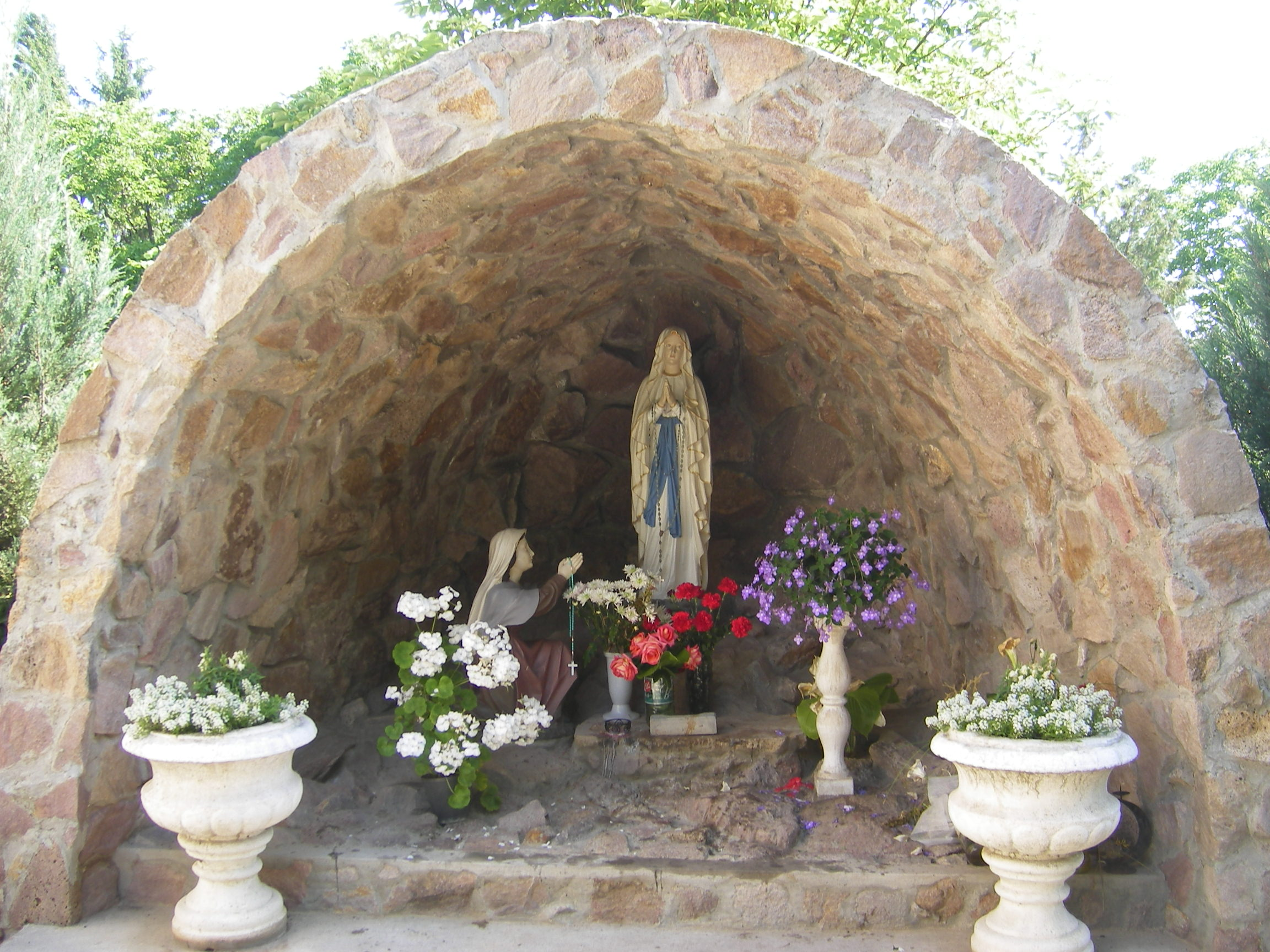
Lourdes-i barlang
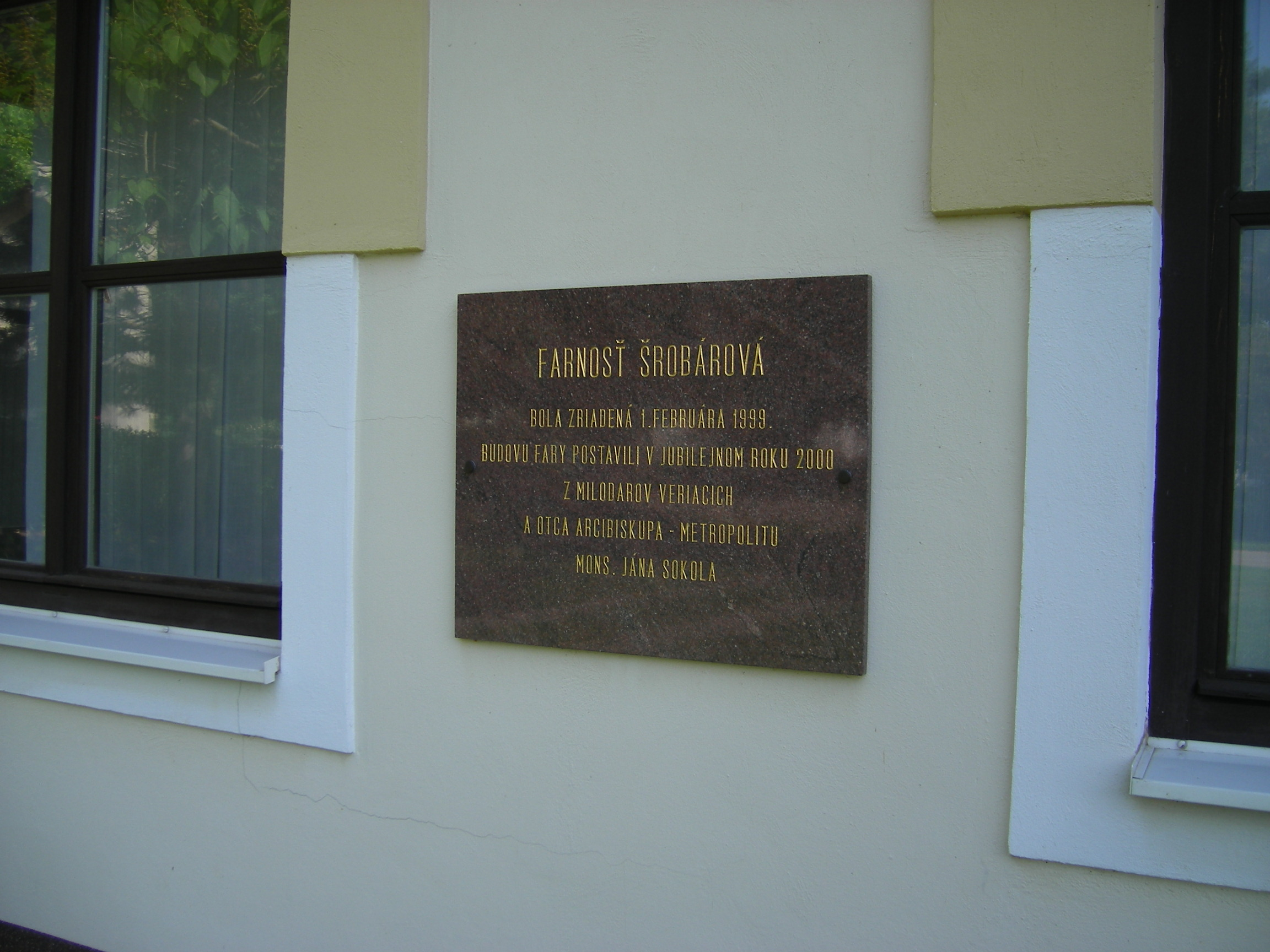
Emléktábla a plébánia falán